# Aleksander Łętowski
Aleksander Łętowski herbu Ogończyk – łowczy (1760), podczaszy (1764), stolnik krakowski (1781), marszałek sejmiku krakowskiego w 1764 roku, starosta jadownicki i boruniecki.

## Życiorys
Poseł województwa krakowskiego na sejm 1760 roku. Był marszałkiem  konfederacji Czartoryskich w województwie krakowskim w 1764 roku. W 1764 roku podpisał elekcję Stanisława Augusta Poniatowskiego. Był posłem na sejm koronacyjny 1764 roku z województwa krakowskiego. 
Członek konfederacji 1773 roku. Jako poseł krakowski na Sejmie Rozbiorowym 1773-1775 wszedł w skład delegacji wyłonionej pod naciskiem dyplomatów trzech państw rozbiorczych, mającej przeprowadzić rozbiór. 18 września 1773 roku podpisał traktaty cesji przez Rzeczpospolitą Obojga Narodów ziem zagarniętych przez Rosję, Prusy i Austrię w I rozbiorze Polski. 
W 1790 roku był komisarzem Komisji Porządkowej Cywilno-Wojskowej krakowskiej. Był komisarzem Sejmu Czteroletniego z powiatu proszowickiego województwa krakowskiego do szacowania intrat dóbr ziemskich w 1789 roku.
Był odznaczony Orderem Świętego Stanisława.